# Barleria integrisepala
Barleria integrisepala là một loài thực vật có hoa trong họ Ô rô. Loài này được H.P.Tsui mô tả khoa học đầu tiên năm 1990.